# Einheitsübersetzung
La Einheitsübersetzung ("traduzione unificata", pronuncia Ainhaits-übersetzung) è la versione della Bibbia attualmente usata nel culto romano-cattolico di lingua tedesca.

## Origine e storia
La Einheitsübersetzung deve la sua origine al rilancio degli studi biblici che investì la Chiesa cattolica in seguito al Concilio Vaticano II. 
L'originale gruppo di lavoro includeva rappresentanti della conferenza episcopale tedesca e della associazione evangelica Michaelsbruderschaft (=fratellanza di (san) Michele). 
La cooperazione iniziò nel 1967 con la collaborazione di biblisti operanti all'interno dell'intero spazio linguistico tedesco (Germania est e ovest, Austria, Svizzera, Alto Adige, Lussemburgo e Belgio). 
Il Nuovo Testamento fu terminato nel 1972, l'Antico Testamento nel 1980.
La versione venne adottata dalla Chiesa Cattolica tedesca come testo ufficiale per la liturgia, col placet della Santa Sede. Tra le chiese evangeliche ebbe una discreta diffusione, senza però arrivare a soppiantare del tutto la Bibbia di Lutero, sia nello studio che nella liturgia.
Con un comunicato di Wolfgang Huber, vescovo luterano di Berlino e presidente della EKD (Evangelische Kirche in Deutschland, Chiesa evangelica tedesca) in data 8 settembre 2005 gli evangelici rigettarono la Einheitsübersetzung. La versione è rimasta in vigore limitatamente al culto cattolico e a quello della Chiesa di Gesù Cristo dei Santi degli Ultimi Giorni (più noti come Mormoni).
Il motivo di tale rifiuto va cercato nel documento vaticano Liturgiam authenticam, nel quale la Santa Sede, tra l'altro, ribadisce come criterio base delle traduzioni bibliche la fedeltà ai testi originali. Da parte cattolica, dunque, è nata l'esigenza di rivedere parte del lavoro svolto, in particolare Salmi e Nuovo Testamento. Questa prospettiva non può essere realizzata che a discapito di una perdita eufonia dal punto di vista dell'attualità del linguaggio. 
Ed è proprio questo che non viene accettato dalla parte protestante: a partire dalla realizzazione della Bibbia di Lutero, la fedeltà al linguaggio corrente è un tema particolarmente caro alla tradizione protestante.
Il presidente della Conferenza Episcopale Tedesca Cattolica, card. Karl Lehmann, con un documento apposito prese atto con dispiacere della 'considerevole tensione' che ha portato alla frattura.

## Caratteristiche
La Einheitsübersetzung è stata elaborata con l'intento di:
- sostituire la grande varietà di versioni bibliche tedesche: a differenza della Bibbia di Lutero e delle sue revisioni, usata concordemente dai protestanti tedeschi, per i cattolici nel 1962 erano disponibili qualcosa come 25 versioni più o meno ufficiali, come la Allioli-Bibel del 1830, la Volksbibel del 1912, la Klosterneuburger Bibel del 1934;
- uniformare il testo biblico per l'uso liturgico nella Messa cattolica;
- realizzare una traduzione che sia al contempo fedele al testo originale greco-ebraico e al linguaggio corrente, abbandonando gli arcaismi delle versioni precedenti;
- migliorare la ritmicità intrinseca del testo biblico in vista della sua proclamazione e di una sua eventuale trasposizione canora;
- aggiornare versione e apparato critico (note, introduzioni) adeguandoli alla moderne scoperte nel campo delle scienze bibliche (p.es. archeologia, storia...), in vista in particolare del suo uso scolastico in campo teologico.

La Einheitsübersetzung, al pari delle altre versioni moderne, offre introduzioni ai singoli libri biblici, titoli laterali e note a piè di pagina con indicazioni storiche, teologiche, critiche.